# Anel Sudakévitx
Anel (Anna) Alekséievna Sudakévitx, rus: Ане́ль (А́нна) Алексе́евна Судаке́вич fou una actriu, escenògrafa i dissenyador de vestuari russa.
Estava casada amb Asaf Messerer (en rus: Асаф Михайлович Мессерер) (1903-1992), ballarí, mestre de ballet i coreògraf.
Nascuda a Moscou, Anel Sudakévitx es va apropar al cinema als dinou anys. De 1925 a 1927, va assistir a l'escola de Iuri Zavadski i es va reunir amb Vera Maretskaia, Borís Mordvinov i Pudovkin. En la seva primera pel·lícula de 1926, va actuar al costat de Serguei Komarov i Ígor Iliinski. Komarov la portarà com a intèrpret femení de Un petó de Mary Pickford, una pel·lícula que el director va fer amb la ineludible oportunitat d'una gira a la Unió Soviètica del duo format per les estrelles de Hollywood Mary Pickford i Douglas Fairbanks. Els dos actors nord-americans apareixen en algunes escenes de la pel·lícula, mentre que els intèrprets principals són Iliinski i Sudakevitx

## Filmografia
- Miss Mend, dirigida per Borís Barnet i Fiódor Otsep (1926)
- Pobeda jenstxini, dirigida per Iuri Jeliabujski (1927)
- Pocelui Meri Pikford, dirigida per Serguei Komarov (1927)